# Jan Bogaert
Jan Bogaert (Temse, 3 dicembre 1957 – Bornem, 23 gennaio 2024) è stato un ciclista su strada e dirigente sportivo belga, professionista dal 1980 al 1995.

## Biografia
Corridore adatto alle corse in linea e in particolare alle corse belghe delle pietre, vinse un'edizione del Grand Prix de l'Escaut, un E3 Prijs Vlaanderen e una Tre giorni di La Panne. 
Nel 1983 fu terzo alla Parigi-Bruxelles e nel 1983 secondo all'Amstel Gold Race. Dotato di un buono spunto veloce conquistò un alto numero di Kermesse.

## Palmarès
- 1977

Prologo Ronde van de Kempen
7ª tappa Ronde van de Kempen
- 1978 (dilettanti)

Prologo Tour de l'Avenir
- 1979 (dilettanti)

Internatie Reningelts
Grand Prix Temse
Cinturó de l'Empordà
Prologo Tour de l'Avenir
3ª tappa Circuit Franco-Belge
Classifica generale Circuit Franco-Belge
- 1981

Nationale Sluitingsprijs
Grand Prix Aix-en-Provence
Grand Prix de Bessèges
Classifica generale Tre giorni di La Panne
4ª tappa Tour de Suisse
Prologo Ronde van Nederland (con Adri Van Houwelingen)
2ª tappa, 2ª semitappa Ronde van Nederland
- 1982

E3 Prijs Vlaanderen
Schaal Sels
Polders-Campine
Wezembeek-Oppem
1ª tappa, 2ª semitappa Herald Sun Tour
2ª tappa Herald sun Tour
- 1983

Grand Prix de l'Escaut
Circuit du Hageland - Grand Prix Betekom
- 1984

Nokere Koerse
3ª tappa 1ª semitappa Giro del Belgio
- 1985

Grote 1 Mei-Prijs - Ereprijs Victor De Bruyne
2ª tappa, 1ª semitappa Herald Sun Tour
3ª tappa, 2ª semitappa Herald Sun Tour
6ª tappa, 1ª semitappa Herald Sun Tour
- 1986

1ª tappa, 2ª semitappa Herald Sun Tour
2ª tappa, 2ª semitappa Herald Sun Tour
4ª tappa, 1ª semitappa Herald Sun Tour
6ª tappa, 2ª semitappa Herald Sun Tour
9ª tappa, 2ª semitappa Herald Sun Tour
- 1987

1ª tappa, 2ª semitappa Herald Sun Tour
2ª tappa, 1ª semitappa Herald Sun Tour
4ª tappa, 2ª semitappa Herald Sun Tour
5ª tappa, 2ª semitappa Herald Sun Tour
8ª tappa, 2ª semitappa Herald Sun Tour
- 1988

Grote 1 Mei-Prijs - Ereprijs Victor De Bruyne
Grand Prix Stad Vilvoorde
Grand Prix Wetteren - Omloop van de Rozenstreek
1ª tappa, 2ª semitappa Herald Sun Tour
9ª tappa, 2ª semitappa Herald Sun Tour
- 1989

Omloop van het Houtland
Omloop van de Vlaamse Scheldeboorden
Grand Prix de la Ville de Rennes
Flèche Hesbignonne-Cras Avernas
2ª tappa Bayern Rundfahrt
1ª tappa Herald Sun Tour
3ª tappa, 1ª semitappa Herald Sun Tour
4ª tappa, 2ª semitappa Herald Sun Tour
- 1990

Prologo Bayern Rundfahrt
1ª tappa Herald Sun Tour
2ª tappa Herald Sun Tour
4ª tappa, 2ª semitappa Herald Sun Tour
5ª tappa, 2ª semitappa Herald Sun Tour
6ª tappa, 1ª semitappa Herald Sun Tour
5ª tappa, 1ª semitappa Milk Race
9ª tappa Milk Race
10ª tappa Milk Race
12ª tappa Milk Race
- 1991

1ª tappa, 2ª semitappa Milk Race
- 1992

Grote 1 Mei-Prijs - Ereprijs Victor De Bruyne
Grand Prix Wetteren - Omloop van de Rozenstreek
- 1993

9ª tappa Herald Sun Tour
- 1994

Omloop van het Waasland - Kemzeke

### Altri successi
- 1979 (dilettanti)

Prologo Guillaume Tell (Cronosquadre)
- 1980

Kermesse di Melsele
Kermesse di Heusden-Zolder
Kermesse di Temse
- 1981

Kermesse di Temse
- 1982

Grand Prix du Printemps a Hannut (Kermesse)
Kermesse di Vrasene
Kermesse di Melsele
Kermesse di Temse 14/7
Kermesse di Temse 12/9
Kermesse di Zele
- 1983

Grand Prix Stadt-Sint Niklaas (Kermesse)
Kermesse di Buggenhout-Opstal
Kermesse di Vrasene
Kermesse di Nieuwkerken-Waas
Kermesse di Temse
- 1984

Kermesse di Merelbeke
Kermesse di Vrasene
Kermesse di Heusden-Zolder
Kermesse di Gingelom
- 1985

Kermesse di Marelbeke
- 1986

Kermesse di Temse
- 1987

Classifica degli sprint Herald Sun Tour
Grand Prix Stadt-Sint Niklas (Kermesse)
Kermesse di Melsele
Kermesse di Temse
- 1988

Grand Prix Satadt-Sint Niklas (Kermesse)
Grand Prix Frans Melckenbeeck - Lede (Kermesse)
Kermesse di Beveren-Waas
Kermesse di Bredeme
Kermesse di Vraseme
Kermesse di Vilvorde
Kermesse di Wetteren
- 1989

Kermesse di Deinze
Kermesse di Zele
Kermesse di Melsele
Kermesse di Bazel-Kruibeke
Kermesse di Lichtervelde
- 1990

Grand Prix Frans Melckenbeeck - Lede (Kermesse)
Kermesse di Marelbeke
Kermesse di Zele
Kermesse di Arendonk
Kermesse di Knokke
Kermesse di Beernem
- 1991

Grand Prix Stadt-SintNiklaas (Kermesse)
Grand Prix Belsele-Puivelde (Kermesse)
Kermesse di Temse
Kermesse di Ruddervoorde
Kermesse di Vrasene
- 1992

Grand Prix Frans Melckenbeeck - Lede (Kermesse)
Kermesse di Stekene
Kermesse di Heusden-Destelbergen
Kermesse di Heule
Kermesse di Beveren-Waas
Kermesse di Erembodegem-Terjoden
Kermesse di Wetteren
- 1993

Kermesse di Zwevezele
Kermesse di Bellegem
- 1994

Kermesse di Ruisbroek-Puurs
Kermesse di Helchteren
Kermesse di Beveren-Waas

## Piazzamenti

### Grandi Giri
- Tour de France

1981: ritirato alla 21 tappa
1985: 137º
- Giro d'Italia

1983: 137º
1987: 132º

### Classiche monumento
- Milano-Sanremo

1982: 16º
1983: 115º
1984: 51º
- Giro delle Fiandre

1981: 20
1982: 5º
1983: 10º
1987: 28º
1988: 62º
1990: 72º
- Parigi-Roubaix

1980: 26º
1983: 29º
1985: 25º

### Competizioni mondiali
- Campionati del mondo

Nürburgring 1978 - In linea Dilettanti: 73º
Valkenburg 1979 - Cronosquadre: 14º
Valkenburg 1979 - In linea Dilettanti: 6º
Praga 1981 - In linea: 39º
Goodwood 1982 - In linea: 41º